# Teatre romà de Timgad

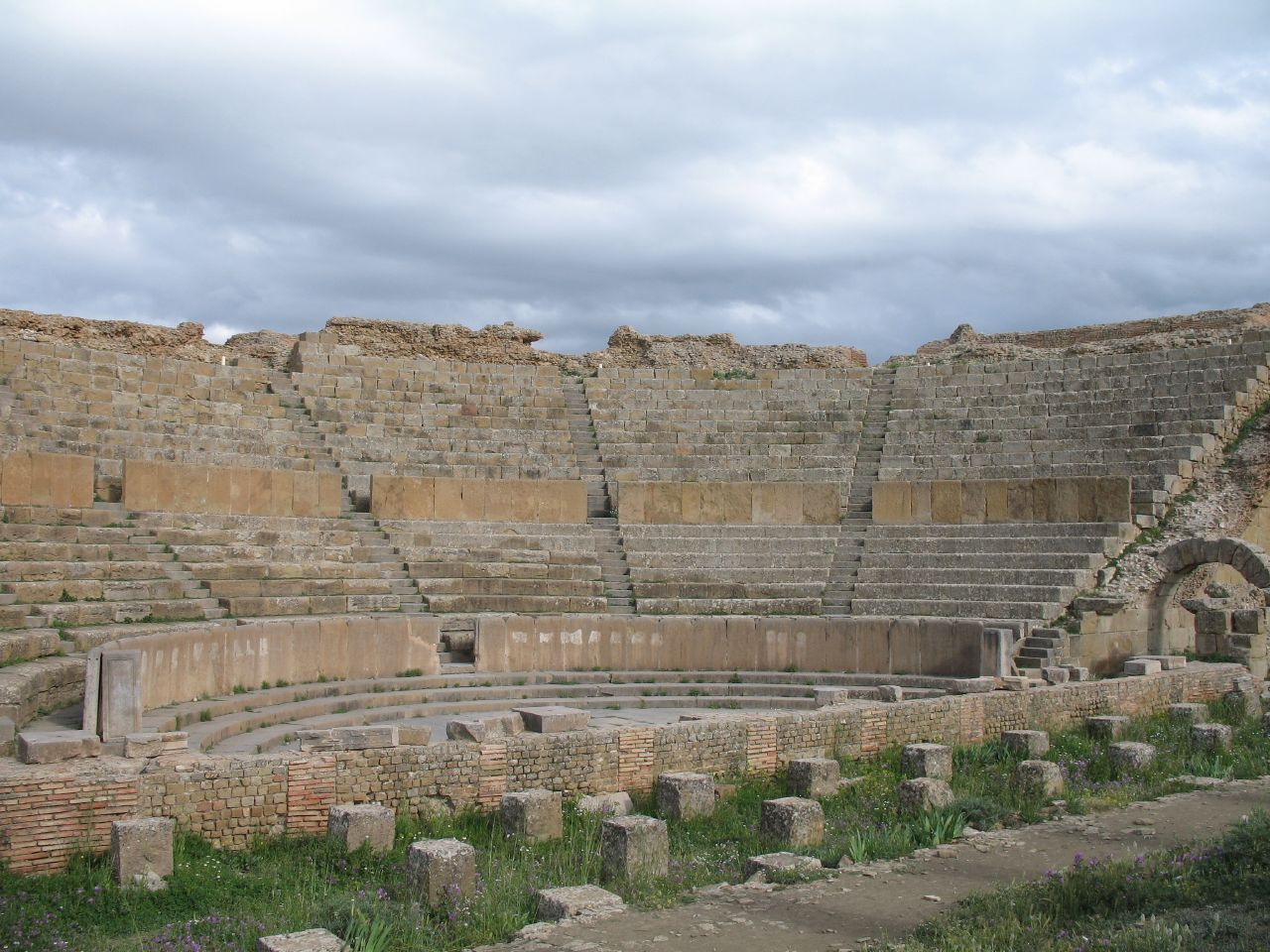
El Teatre romà de Timgad (Algèria)

El Teatre romà de Timgad és el principal edifici d'espectacles de Timgad, prop de Batna, (Algèria). Situat al sud del fòrum, al flanc d'un turó, el teatre, amb una càvea de 63 metres de diàmetre, podia acollir al voltant de 3.500 espectadors.